# Vajda Márta (színművész)
Vajda Márta (Budapest, 1948. július 7.) magyar színésznő.

## Életpályája
Névváltozata: Vircz Vajda Márta. Lánya, Brunner Márta szintén színésznő. A Színház- és Filmművészeti Főiskolán 1966-ban szerzett oklevelet, Várkonyi Zoltán növendékeként 18 évesen. 1963-ban, 15 évesen játszotta A Tenkes kapitánya Veronikáját, mely szereppel országos ismertségre tett szert. 1965–77 között a Pécsi Nemzeti Színház tagja. 3 évadot töltött a Szegedi Nemzeti Színházban. 1980–84-ben a Békés megyei Jókai Színház művésze. 1995-1996-ban és 2000-2001-ben a Ruttkai Éva Színházban is szerepelt.

## Fontosabb színházi szerepei
A Színházi Adattárban regisztrált bemutatóinak száma: 85.
- William Shakespeare: Szeget szeggel... Mariana
- William Shakespeare: Sok hűhó semmiért... Beatrice
- William Shakespeare: Tévedések vígjátéka... Adriana, Ephesusi Antipholus felesége
- Molière: Don Juan... Elvíra, Don Juan felesége
- Arthur Miller: A salemi boszorkányok... Elisabeth Proctor
- Mitch Leigh – Dale Wasserman: La Mancha lovagja... Dulcinea
- Pierre Barillet – Jean-Pierre Grédy: A kaktusz virága... Stephanie
- Makszim Gorkij: Éjjeli menedékhely... Vaszilissza
- Madách Imre: Az ember tragédiája... Éva
- Lope de Vega: A kertész kutyája... Diana
- Bertolt Brecht: A kaukázusi krétakör... Natela Abasvili, a kormányzó felesége
- Katona József: Bánk bán... Melinda
- Bertolt Brecht – Kurt Weill: Koldusopera... Lucy
- Arisztophanész: Lüszisztraté... Lüszisztraté
- Euripidész: Oresztész trilógia... Elektra
- Claude Magnier: Oscar... Colette
- Móricz Zsigmond: Légy jó mindhalálig... Bella
- Hubay Miklós: Tüzet viszek... Salgóné
- Németh László: Sámson... Delila
- Sütő András: Vidám sirató egy bolyongó porszemért... Somosiné

## Filmes, televíziós szerepei
- A Tenkes kapitánya (tv-sorozat, 1963) – Székely Veronika
- Pacsirta (1963) (Vircz Vajda Márta néven)
- Karácsonyi ének (1964) – Fred felesége
- Ha egyszer húsz év múlva (1964) – Zsófi
- Butaságom története (1965) – Pincérnő
- A Tenkes kapitánya (kétrészes mozifilm, 1965) – Székely Veronika
- Bolondos vakáció (1968) – Svéd lány
- Holnap lesz fácán (1974)
- Három szabólegények (1982)
- Gyalogcsillag (1983) – Mostoha
- Gyerekrablás a Palánk utcában (1985)
- Sztyepancsikovo falu és lakói (Tatyjana Ivanovna) (1986)
- Dada (1987)
- Aranyoskáim (1996)
- Hacktion: Újratöltve (2013) – Joli néni
- Mellékhatás (2020) – Görnyedt néni

## Elismerései
- Pepita Különdíj (2013)
- Prima Primissima díj Regionális Príma-díj, Magyar Színház-és Filmművészet kategória (2018)[1]